# نادي كيما أسوان
 نادي كيكا أسوان أحد أندية الشركات بمحافظة أسوان  صعد إلى الدوري المصري الدرجة الثانية وأول مشاركة له في الدوري المصري الدرجة الثانية في موسم 2016 2017 ثم هبط في موسم 2018-2019 إلى الدوري المصري القسم الثالث.